# Мантрап
Мантрап (англ. Mantrap) — тауншип в округе Хаббард, Миннесота, США. На 2000 год его население составило 454 человека.

## География
По данным Бюро переписи населения США площадь тауншипа составляет 92,8 км², из которых 79,8 км² занимает суша, а 12,9 км² — вода (13,93 %).

## Демография
По данным переписи населения 2000 года здесь находились 454 человека, 196 домохозяйств и 148 семей. Плотность населения — 5,7 чел./км². На территории тауншипа расположена 451 постройка со средней плотностью 5,6 построек на один квадратный километр. Расовый состав населения: 97,80 % белых, 1,10 % коренных американцев, 0,44 % азиатов, 0,22 % — других рас США и 0,44 % приходится на две или более других рас. Испанцы или латиноамериканцы любой расы составляли 0,22 % от популяции тауншипа.
Из 196 домохозяйств в 23,0 % воспитывались дети до 18 лет, в 66,8 % проживали супружеские пары, в 7,1 % проживали незамужние женщины и в 24,0 % домохозяйств проживали несемейные люди. 19,9 % домохозяйств состояли из одного человека, при том 9,2 % из — одиноких пожилых людей старше 65 лет. Средний размер домохозяйства — 2,32, а семьи — 2,62 человека.
18,9 % населения — младше 18 лет, 3,7 % — в возрасте от 18 до 24 лет, 20,9 % — от 25 до 44, 37,4 % — от 45 до 64, и 18,9 % — старше 65 лет. Средний возраст — 49 лет. На каждые 100 женщин приходилось 113,1 мужчин. На каждые 100 женщин старше 18 приходилось 112,7 мужчин.
Средний годовой доход домохозяйства составлял 39 583 доллара, а средний годовой доход семьи — 45 000 долларов. Средний доход мужчин — 27 125 долларов, в то время как у женщин — 27 917. Доход на душу населения составил 22 730 долларов. За чертой бедности находились 7,5 % семей и 10,3 % всего населения тауншипа, из которых 14,3 % младше 18 и 11,8 % старше 65 лет.